# Kashiflik de Baixa Núbia
El Kashiflik de Baixa Núbia fou un districte administratiu otomà.
Inicialment fou un territori africà incorporat a partir del 1555 o 1556 a la província otomana d'Habesh.
Ja el mateix segle xvi els districtes més allunyats de la província es van abandonar, i algun va rebre administració separada com Ibrim, probablement el 1591. Les possessions otomanes a la Baixa Núbia amb seus a Aswan, Ibrim i Say van formar llavors el Kashiflik de Baixa Núbia; els seus governadors van ser nomenats pel govern otomà, però al segle xviii havien esdevingut hereditàries, i els membres de les tres guarnicions s'havien casat amb dones locals i havien fet aliança amb els clans locals i formaven una casta militar hereditària que va existir fins al temps del Mahdi. Llavors el kashiflik estava governat per tres germans amb seu a Darr i cada guarnició per aghas.